# Molí del Ribalta de Baix
El Molí del Ribalta de Baix és una obra d'Aguilar de Segarra (Bages) inclosa a l'Inventari del Patrimoni Arquitectònic de Catalunya.

## Descripció
Edifici d'una sola planta coberta amb volta de canó, fet a igual que la bassa amb carreus de pedra picada. Actualment no queden restes del molí a la part interior de l'edificació. Les conduccions varen utilitzar-se com a reserva d'aigua.
A la façana i damunt un petit finestral s'hi llegeix " RAMON RIBALTA A FET PER LO MOLÍ AL ISIDRO GARRIGA MESTRE DE CASAS 1785 ? " (la pedra està malmesa). L'aigua la rebia del molí de dalt.